# ایرسن لاتیفویچ
ایرسن لاتیفویچ (انگلیسی: Irsen Latifović؛ زادهٔ ۲۸ دسامبر ۱۹۶۹) بازیکن فوتبال سابق اهل آلمان است که در پست مهاجم بازی می‌کند.
از باشگاه‌هایی که در آن بازی کرده‌است می‌توان به باشگاه فوتبال هولشتاین کیل، باشگاه فوتبال اشتوتگارت، و باشگاه فوتبال هانزا روستوک اشاره کرد.